# حد الشفرة (فلم)
حد الشفرة  (بالإنجليزية: The Razor's Edge) هو فيلم دراما تم إنتاجه في الولايات المتحدة وصدر في سنة 1946.

## الميزانية والإيرادات
بلغت تكلفة إنتاج الفيلم حوالي 1.2 مليون دولار بينما حقق أرباحا تقدر بـ 5 ملايين دولار (est. / Canada rentals).

### ترشيحات وجوائز
| السنة | الحدث  | الفئة     | النتيجة |
| ----- | ------ | --------- | ------- |
|       | أوسكار | أفضل فيلم | ترشـيـح |

## وصلات خارجية
- حد الشفرة على موقع IMDb (الإنجليزية)
- حد الشفرة على موقع الموسوعة البريطانية (الإنجليزية)
- حد الشفرة على موقع روتن توميتوز (الإنجليزية)
- حد الشفرة على موقع نتفليكس (الإنجليزية)
- حد الشفرة على موقع ألو سيني (الفرنسية)
- حد الشفرة على موقع Turner Classic Movies (الإنجليزية)
- حد الشفرة على موقع أول موفي (الإنجليزية)
- حد الشفرة على موقع فيلمافينيتي (الإسبانية)
- حد الشفرة على موقع قاعدة بيانات الأفلام السويدية (السويدية)
- حد الشفرة على موقع قاعدة بيانات الفيلم (الإنجليزية)